# Сёстры Биджани
Ладан и Лале Биджани (перс. لادن و لاله بیژنی‎; 17 января 1974 — 8 июля 2003) — пара сиамских близнецов из Ирана, сросшихся головами. По образованию юристы. Умерли после хирургической операции по разделению.

## Биография
Родились 17 января 1974 года в Фирузабаде, городе в юго-западном Иране, в семье Дадолаха Биджани и Марьям Сафари, фермеров из близлежащей деревни Лохрасб. В 1974 году сёстры исчезли из больницы после того как доктора, ответственные за них бежали в США в ходе иранской революции. В течение нескольких лет родители сестёр не могли их найти. В итоге они нашлись в городе Кередж близ Тегерана, их удочерил доктор Али-реза Сафариан. Хотя Дадолах выиграл дело об опеке против Сафариана, сёстры предпочли остаться с последним.
Сёстры столкнулись с трудностями ввиду сращения. Они вынуждены были учиться вместе и, поэтому им пришлось выбрать общую карьеру. Ладан желала быть юристом, а Лалех — журналистом, в итоге они остановились на выборе Ладан. Четыре года они изучали право в Тегеранском университете. Большинство других личных решений им пришлось принимать совместно. Поэтому и по другим причинам они с детства хотели разделиться. Лалех желала переехать в Тегеран, чтобы изучать журналистику, а её сестра хотела закончить учёбу на юриста и затем переехать в Шираз.
Вдобавок у сестёр были разные увлечения. В то время как Лалех помимо всего прочего любила играть в компьютерные игры, Ладан предпочитала заниматься программированием. Ладан также описывала свою сестру как более сосредоточенную на себе, а себя как довольно разговорчивую.
В 1996 году близнецы поехали в Германию, чтобы убедить докторов разделить их, но германские врачи отказались оперировать, заявив, что риск оперативного вмешательства будет слишком высок для них обеих.
В ноябре 2002 году после встречи с сингапурским нейрохирургом доктором Кейтом Гохом, которому удалось успешно разделить сросшихся головами сестёр Гангу и Ямуну Шрестха из Непала, сёстры Биджани поехали в Сингапур, чтобы подвергнуться операции. Хотя доктора предупредили их, что операция будет связана с высоким риском, они решили оперироваться. Их решение вызвало обсуждения в мировой прессе.
После семи месяцев в юго-восточной Азии и обширных психиатрических и юридических обследований они 6 июля 2003 года подверглись хирургической операции в Raffles Hospital, которую проводила большая международная команда специалистов из 28 хирургов (включая Бена Карсона, нейрохирурга с мировым именем) и более чем сотни человек вспомогательного персонала, работавших посменно. Для операции потребовалось специально разработанное кресло, поскольку сёстры должны были находиться в сидячем положении.
Операция была сопряжена с большими сложностями, поскольку их мозги имели не только общую вену (верхний сагиттальный синус), но также срослись вместе. Также в ходе операции был найден ещё один крупный сосуд, не обнаруженный на сканере. Операция завершилась 8 июля 2003 года, было объявлено, что сёстры находятся в критическом состоянии, обе потеряли большой объём крови ввиду осложнений, возникших в ходе операции.
Стадия операции по разделению завершилась в 13.30 по местному времени, но процесс восстановления кровеносных сосудов сопровождался большой потерей крови. Ладан умерла в 14.30 на операционном столе, её сестра Лалех скончалась в 16.00. О смерти сестёр объявил председатель больницы доктор Лу Чон Ён (Loo Choon Yong).
Сёстры были похоронены в соответствии с шиитскими мусульманскими традициями в раздельных могилах в Лохрасбе. Свою собственность они завещали слепым детям и детям сиротам. Вскоре в эфир вышел документальный фильм об операции. День 17 января был назван[кем?] Днём надежды.